# Eternal Blaze
ETERNAL BLAZE – dwunasty singel japońskiej piosenkarki Nany Mizuki, wydany 19 października 2005. Tytułowy utwór został wykorzystany jako opening w anime Magical Girl Lyrical Nanoha A’s. Singel osiągnął 2 pozycję w rankingu Oricon, sprzedał się w nakładzie 48 336 egzemplarzy.

## Lista utworów
| Nr | Tytuł            | Słowa             | Kompozycja        | Aranżacja         | Czas |
| -- | ---------------- | ----------------- | ----------------- | ----------------- | ---- |
| 1. | „ETERNAL BLAZE”  | Nana Mizuki       | Noriyasu Agematsu | Noriyasu Agematsu | 5:06 |
| 2. | „RUSH & DASH!”   | Bee’              | Hitoshi Fujima    | Hitoshi Fujima    | 3:24 |
| 3. | „Inside of mind” | Ryōji Sonoda, I.N | Wataru Masachi    | Wataru Masachi    | 4:42 |

## Nagrody
- 2019: Heisei Anison Taishō – „ETERNAL BLAZE” – piosenka śpiewana przez seiyū (lata 2000–2009)[2]